# كريس كارياسو
كريس فينسينت كارياسو (بالإنجليزية: Chris Vincent Cariaso؛ مواليد 27 مايو 1981) هو مُقاتل فنون قتالية مختلطة أمريكي.

## وصلات خارجية
- كريس كارياسو على موقع شيردوغ (الإنجليزية)
- كريس كارياسو على موقع Tapology.com (الإنجليزية)
- كريس كارياسو على موقع IMDb (الإنجليزية)